# 벤 와일드먼토브리너
벤저민 마셜 "벤" 와일드먼토브리너(영어: Benjamin Marshall "Ben" Wildman-Tobriner, 1984년 9월 21일 ~ )는 미국의 수영 선수이다. 2008년 베이징 올림픽에서 금메달을 땄다.

## 같이 보기
- 올림픽 수영 남자 메달리스트 목록
- 수영 계영 400m 세계 기록 추이